# Лаптєв Лог
Ла́птєв Лог (рос. Лаптев Лог) — село у складі Угловського району Алтайського краю, Росія. Адміністративний центр Лаптєвської сільської ради.

## Населення
Населення — 812 осіб (2010; 974 у 2002).
Національний склад (станом на 2002 рік):
- росіяни — 94 %